# Cratere Black
Black è un cratere lunare di 19,46 km situato nella parte sud-orientale della faccia visibile della Luna.